# Shut Up and Drive (bài hát của Rihanna)
Shut Up and Drive là bài hát viết bởi Carl Stuken và Evan Roger cho ca sĩ nhạc R&B Rihanna trong album Good Girl Gone Bad. Bài hát này được chọn làm đĩa đơn thứ 2 sau "Umbrella" rất thành công. Đĩa đơn này khá thành công khi lọt vào Top 10 bảng xếp hạng Thế giới và Top 5 tại Anh.

## Danh sách ca khúc và định dạng
EU 12" promo vinyl (B794305-01, RISHUTV)
Side A
1. "Shut Up and Drive" (Instrumental) - 3:32
2. "Shut Up and Drive" (Radio Edit) - 3:32

Side B
1. "Shut Up and Drive" (Wideboys Club Mix) - 6:36

EU 12" picture disc vinyl (174612, 0-06025-1746121-5)
Side A
1. "Shut Up and Drive" (Wideboys Club Mix) - 6:36

Side B
1. "Shut Up and Drive" (Radio Edit) - 3:32
2. "Shut Up and Drive" (Instrumental) - 3:32

EU CD single (602517461185)
1. "Shut Up and Drive" (Radio Edit) - 3:32
2. "Shut Up and Drive" (Wideboys Club Mix) - 6:36

EU enhanced Maxi-single (0602517467422)
1. "Shut Up and Drive" (Radio Edit) - 3:32
2. "Shut Up and Drive" (Wideboys Club Mix) - 6:36
3. "Shut Up and Drive" (Instrumental) - 3:32
4. "Shut Up and Drive" (Video)

Other Versions
- "Shut Up and Drive" (Wideboys Radio Edit) - 3:39

## Bảng xếp hạng và chứng nhận doanh số
| Bảng xếp hạng (2007-2008)           | Vị trí cao nhất |
| ----------------------------------- | --------------- |
| Úc (ARIA)                           | 4               |
| Áo (Ö3 Austria Top 40)              | 31              |
| Bỉ (Ultratop 50 Flanders)           | 9               |
| Bỉ (Ultratop 50 Wallonia)           | 12              |
| Canada (Canadian Hot 100)           | 6               |
| Cộng hòa Séc (Rádio Top 100)        | 28              |
| Đan Mạch (Tracklisten)              | 33              |
| Châu Âu Hot 100 Singles (Billboard) | 16              |
| Phần Lan (Suomen virallinen lista)  | 6               |
| Đức (GfK)                           | 6               |
| Hungary (Rádiós Top 40)             | 4               |
| Hungary (Dance Top 40)              | 16              |
| Hungary (Single Top 40)             | 10              |
| Ireland (IRMA)                      | 5               |
| Ý (FIMI)                            | 8               |
| Hà Lan (Single Top 100)             | 7               |
| New Zealand (Recorded Music NZ)     | 12              |
| Na Uy (VG-lista)                    | 13              |
| Slovakia (Rádio Top 100)            | 8               |
| Thụy Điển (Sverigetopplistan)       | 31              |
| Thụy Sĩ (Schweizer Hitparade)       | 14              |
| Anh Quốc (OCC)                      | 5               |
| Hoa Kỳ Billboard Hot 100            | 15              |
| Hoa Kỳ Adult Pop Songs (Billboard)  | 33              |
| Hoa Kỳ Dance Club Songs (Billboard) | 1               |
| Hoa Kỳ Pop Airplay (Billboard)      | 11              |

| Quốc gia | Nhà cung cấp | Chứng nhận |
| -------- | ------------ | ---------- |
| Úc       | ARIA         | Vàng       |
| Brazil   | ABPD         | Bạch kim   |
| Đan Mạch | IFPI         | Vàng       |
| Anh      | BPI          | Bạc        |
| Mỹ       | RIAA         | Bạch kim   |

| Bảng xếp hạng (2007)             | Vị trí |
| -------------------------------- | ------ |
| Australian Singles Chart         | 44     |
| Belgian Singles Chart (Flanders) | 76     |
| Belgian Singles Chart (Wallonia) | 71     |
| Canadian Hot 100                 | 35     |
| Hungary Singles Chart            | 56     |
| Netherlands Singles Chart        | 55     |
| UK Singles Chart                 | 32     |
| US Billboard Hot 100             | 90     |